# Effusiella villosa
Effusiella villosa é uma espécie de orquídea (Orchidaceae) que existe do México à Guatemala.